# Municipio Villa del Carbón
Koordinaten: 19° 44′ N, 99° 28′ W
Villa del Carbón ist ein Municipio im mexikanischen Bundesstaat México. Es gehört zur Zona Metropolitana del Valle de México, der Metropolregion um Mexiko-Stadt. Verwaltungssitz und größter Ort im Municipio ist das gleichnamige Villa del Carbón. Das Municipio hatte im Jahr 2010 44.881 Einwohner, seine Fläche beträgt 307,7 km².

## Geographie
Villa del Carbón liegt im Norden des Bundesstaates México, 35 km nordwestlich von Mexiko-Stadt in einer Höhe von 2300 m am Stausee Taxhimay bis 3600 m am Cerro de La Bufa. 45 % der Gemeindefläche sind bewaldet, weitere etwa 35 % werden landwirtschaftlich genutzt.
Das Municipio Villa del Carbón grenzt an die Municipios Tepotzotlán, Chapa de Mota, Morelos, Nicolás Romero und Jiquipilco sowie ans Municipio Tepeji del Río de Ocampo im Bundesstaat Hidalgo.

## Städte und Orte
Das Municipio umfasst 58 Orte, 3 davon haben über 2.500 Einwohner, weitere 16 zumindest 500 Einwohner. Die größten Orte des Municipios sind:
| Ortsname               | Bevölkerung (2010) |
| ---------------------- | ------------------ |
| Villa del Carbón       | 8.778              |
| Loma Alta              | 4.402              |
| Pueblo Nuevo           | 3.940              |
| San Luis Taxhimay      | 2.145              |
| San Martín Cachihuapan | 2.126              |
| Llano de Zacapexco     | 1.942              |
| Loma Alta Taxhimay     | 1.772              |
| Los Arana              | 1.590              |
| San Luis Anáhuac       | 1.554              |